# Старобългарска епиграфика
Старобългарската епиграфика изучава начертанието на буквите в надписите с глаголическо и с кирилско писмо от християнската епоха на Първата (865 – 1018 г.) и Втората (1186 – 1396 г.) български държави.

## На глаголица
Липсват значителни старобългарски надписи на глаголица от периода IХ-ХI в. Налице са главно отделни глаголически букви, думи или кратки християнски формули (надписът върху северната стена на баптистерия в Кръглата църква в Преслав, Мурфатларски надпис № 4).
Други глаголически надписи са:
- Глаголически абецедар (азбучен списък), издълбан на северната стена в баптистерия (кръщелно помещение) в Кръглата църква в Преслав;
- Глаголически надпис в Кръглата църква в Преслав – кратък глаголически надпис има и на една от колоните в Кръглата църква;
- Глаголически надпис от пещерните църквици край Мурфатлар – кратък глаголически надпис има в една от пещерните църквици край село Мурфатлар (Бесарабия) в Северна Добруджа.

## На кирилица
Старобългарските епиграфски надписи на кирилица са значително повече, но преобладават недатираните надписи. На науката са известни и няколко датирани надписа на кирилица от Х-ХI в.:
- надписи от ранносредновековния български скален манастир в Мурфатлар;
- надписът от скалния манастир в с. Крепча от 921 г.;
- надписът върху два преславски керамични отломъка от 931 г.;
- Добруджанският надпис на жупан Димитър от 943 г.;
- Самуиловият надпис от 993 г.;
- Варошкият надпис от 996 г.;
- Темнишкият надпис от епохата на Цар Самуил
- Битолският надпис на Иван Владислав от 1015 – 1016 г.

Епиграфският материал от периода на Втората българска държава е многоброен. Сред значимите надписи са:
- Кърчевския надпис на дука Врана (1204 г.), служител на цар Калоян;
- няколко надписа от епохата на Иван Асен II (1218 – 1241 г.), най-значителен от които е Търновският от 1230 г., съдържащ важни сведения за Клокотнишката битка, както и данни за църквата „Св. 40 мъченици“ в Търново;
- ктиторският надпис, изписан в Боянската църква по заповед на севастократор Калоян (1259 г.);
- надписите по скалите на с. Иваново (XIII век);
- Ямболският надпис от 1356 – 1357 г.[2][3] ;
- надгробният надпис на протосеваст Хрельо (1342 г.);
- надгробният царски надпис от цьрквата „Св. 40 мъченици" в Търново (1388 г.)

Старобългарските епиграфски паметници от епохата на Първата и Втората българска държава следват от една страна византийската епиграфска традиция, а от друга прабългарската епиграфска практика.
Други кирилски надписи:
- Надпис на Мостич
- Самуилов надпис
- Варошки надпис
- Битолски надпис
- Кричимски надпис
- Станимашки надпис
- Батошевски надпис
- Надпис на севаст Огнян